# Glenea shuteae
Glenea shuteae é uma espécie de escaravelhos do familiar Cerambycidae. O nome científico desta espécie foi primeiro publicado em 2011 por Lin & Yang.